# Município de Wayne (condado de Champaign, Ohio)
O município de Wayne (em inglês: Wayne Township) é um município localizado no condado de Champaign no estado estadounidense de Ohio. No ano de 2010 tinha uma população de 1.809 habitantes e uma densidade populacional de 21,55 pessoas por km².

## Geografia
O município de Wayne encontra-se localizado nas coordenadas 40° 10′ 59″ N, 83° 37′ 27″ O. Segundo a Departamento do Censo dos Estados Unidos, o município tem uma superfície total de 83.95 km², da qual 83,91 km² correspondem a terra firme e (0,06 %) 0,05 km² é água.

## Demografia
Segundo o censo de 2010, tinha 1.809 habitantes residindo no município de Wayne. A densidade populacional era de 21,55 hab./km². Dos 1.809 habitantes, o município de Wayne estava composto pelo 96,19 % brancos, o 1,22 % eram afroamericanos, o 0,44 % eram amerindios, o 0,44 % eram asiáticos, o 0,17 % eram de outras raças e o 1,55 % eram de uma mistura de raças. Do total da população o 0,72 % eram hispanos ou latinos de qualquer raça.